# Karen Elise Baldwin
Karen Elise Baldwin est une productrice, actrice et scénariste américaine née le 16 juin 1964 à London, Ontario, Canada.

## Filmographie partielle

### Productrice
- 1995 : Mort subite (Sudden Death)
- 1998 : Piège à haut risque (The Patriot)
- 1999 : Résurrection (Resurrection)
- 1999 : Mystery, Alaska
- 1999 : Gideon
- 2002 : Joshua
- 2002 : Children On Their Birthdays
- 2003 : Swimming Upstream
- 2003 : Where the Red Fern Grows
- 2003 : Danny Deckchair
- 2004 : Ray
- 2005 : Sahara
- 2005 : The Game of Their Lives
- 2005 : A Sound of Thunder

### Actrice
- 1987 : Who's That Girl : Heather -- Wendy's friend
- 1988 : The Jigsaw Murders : Receptionist
- 1988 : Spellbinder : Mona
- 1990 : Night Eyes : Ellen
- 1991 : Eyewitness to Murder : Rebecca
- 1991 : Last Call de Jag Mundhra : Carol
- 1995 : Terminal Force (T-Force) : Reporter
- 1995 : Mort subite (Sudden Death) : TV director

### Scénariste
- 1991 : Eyewitness to Murder
- 1995 : Mort subite (Sudden Death)